# Numa Pompilius
Numa Pompilius (a hagyomány szerint élt Kr. e. 753. április 21. – Kr. e. 672, uralkodott Kr. e. 715 – Kr. e. 672) volt az ókori Róma második, egyértelműen mitikus uralkodója a római történetírás szerint.
Romulus király rejtélyes mennybemenetele után a Populus Romanus Numa Pompiliust választotta királynak. Numa békés uralkodó volt, mélyen vallásos ember, aki egyszer sem háborúzott 43 éves uralkodása alatt.

## Élete
Curesben született, szabin származású volt. Bizonyos interregnum után követte Romulust. A szomszéd népek legtöbbjével szövetséget kötött, a meghódítottakat az Aventinusra telepítette. Unokája, Pompilia fia, Ancus Martius Róma negyedik királya lett.

## Tettei
- Bevezette a Vesta-kultuszt, s megalapította Vesta templomát.
- Bevezette továbbá a Ianus-kultuszt is.
- Uralkodásának nyolcadik esztendejében egy égből hullott pajzs (ancile) alapján Numa megalapította a háború istene, Mars Gradivus tiszteletére a Salius-papok tizenkét tagból álló testületét.[3]
- A róla elnevezett Numa-féle naptárat is elindította, mely már 12 hónapos volt. Két új hónapot iktatott be: a Ianuariust (Ianus a kezdet és a vég kétarcú istene, a nász hónapja) és a Februariust (a tisztulás hónapja)
- A halott anyán történő császármetszést (a magzat érdekében) rendeletben írta elő.
- A szent ariciai völgyben élt Numa Pompilius kedvese, Egeria nympha, a forrás istennője. Más hagyomány szerint Rómában, a Porta Capena melletti ligetben élt Egeria és a Camenák: a király feleségét a római Múzsák veszik körül, tanácsadó, ihlető szavaikkal. Numa titkon találkozgatott Egeriával, s az istennő ilyenkor közvetítette halandó férjéhez a Camenák oktatásait.
- Jövendőmondó képességei révén kiválasztotta Vaticanus-dombot, ahonnan népének kinyilvánította az istenek állítólagos üzeneteit (a vaticinatiókat). Itt jött létre később a Vatikán.[4]

A neki tulajdonított filozófiai és egyházjogi művek nyilvánvalóan hamisítványok.
Georges Dumézil elmélete szerint az ősi indoeurópai isteni funkciók közül az uralkodói/papi funkciót tölti be (az elmélet szerint a római istenségeknek nincsenek fontos mítoszaik, így a mitológiai funkciókat a római történetírók a legendás királyokra vezették át).